# Maxillaria hirtilabia
Maxillaria hirtilabia är en orkidéart som beskrevs av John Lindley. Maxillaria hirtilabia ingår i släktet Maxillaria och familjen orkidéer.
Artens utbredningsområde är Colombia. Inga underarter finns listade i Catalogue of Life.